# Baron Strathcarron
Baronowie Strathcarron 1. kreacji (parostwo Zjednoczonego Królestwa)
- 1936–1937: James Ian Macpherson, 1. baron Strathcarron
- 1937–2006: David William Anthony Blyth Macpherson, 2. baron Strathcarron
- 2006 -: Ian David Patrick Macpherson, 3. baron Strathcarron

Najstarszy syn 3. barona Strathcarron: Rory David Alisdair Macpherson